# LCD Soundsystem (album)
LCD Soundsystem je první album americké hudební skupiny LCD Soundsystem. Vydalo jej v lednu roku 2005 hudební vydavatelství DFA Records. Vedle klasické verze byla vydána i speciální dvoudisková edice. Druhý disk obsahoval písně, které v předchozích letech vyšly jako singly. Album bylo nominováno na cenu Grammy.

## Seznam skladeb
| Disk 1 | Disk 1                               | Disk 1       | Disk 1 |
| Pořadí | Název                                | Autor        | Délka  |
| ------ | ------------------------------------ | ------------ | ------ |
| 1.     | Daft Punk Is Playing at My House     | James Murphy | 5:16   |
| 2.     | Too Much Love                        | Murphy       | 5:42   |
| 3.     | Tribulations                         | Murphy       | 4:59   |
| 4.     | Movement                             | Murphy       | 3:04   |
| 5.     | Never as Tired as When I'm Waking Up | Murphy       | 4:49   |
| 6.     | On Repeat                            | Murphy       | 8:01   |
| 7.     | Thrills                              | Murphy       | 3:42   |
| 8.     | Disco Infiltrator                    | Murphy       | 4:56   |
| 9.     | Great Release                        | Murphy       | 6:35   |

| Disk 2 | Disk 2             | Disk 2                  | Disk 2 |
| Pořadí | Název              | Autor                   | Délka  |
| ------ | ------------------ | ----------------------- | ------ |
| 1.     | Losing My Edge     | Murphy                  | 7:51   |
| 2.     | Beat Connection    | Murphy, Tim Goldsworthy | 8:08   |
| 3.     | Give It Up         | Murphy                  | 3:55   |
| 4.     | Tired              | Murphy, Pat Mahoney     | 3:34   |
| 5.     | Yeah               | Murphy, Goldsworthy     | 9:21   |
| 6.     | Yeah               | Murphy, Goldsworthy     | 11:06  |
| 7.     | Yr City's a Sucker | Murphy                  | 9:22   |

## Obsazení
LCD Soundsystem
- James Murphy – zpěv, baskytara, perkuse, programování, kytara, klávesy, clavinet
- Pat Mahoney – bicí, perkuse, syntezátor
- Nancy Whang – zpěv
- Gavin Russom – syntezátor
- Tyler Pope – baskytara

Ostatní hudebníci
- Tim Goldsworthy – baskytara, basový syntezátor, programování
- Mandy Coon – zpěv
- Eric Broucek – zpěv, programování, perkuse, kytara